# یواس‌اس ال-۷ (اس‌اس-۴۶)
یواس‌اس ال-۷ (اس‌اس-۴۶) (به انگلیسی: USS L-7 (SS-46)) یک زیردریایی بود که طول آن ۱۶۵ اینچ (۴٫۲ متر) بود. این زیردریایی در سال ۱۹۱۶ ساخته شد.